# Álex de la Iglesia

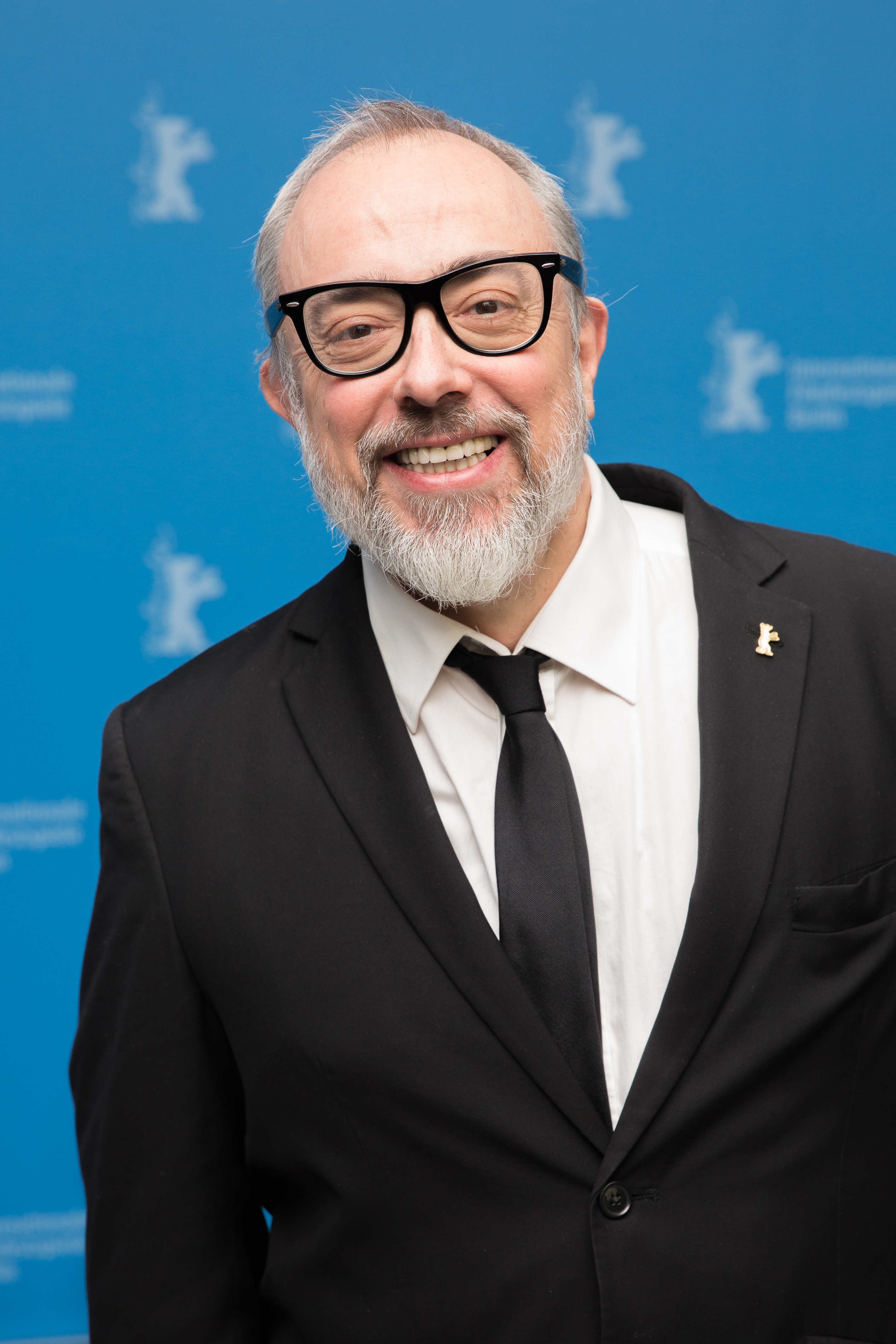
Álex de la Iglesia auf der Berlinale 2017

Álex de la Iglesia (eigentlich Alejandro de la Iglesia; * 4. Dezember 1965 in Bilbao, Spanien) ist ein spanischer Filmregisseur und Drehbuchautor. Zwischen Juni 2009 und Februar 2011 war er der Präsident der Spanischen Filmakademie.

## Biografie
Im jugendlichen Alter begann er, Comics zu zeichnen. Vorbilder waren ihm dabei Stan Lee, Manuel Vázquez Gallego und Alex Raymond. Nach dem Studium der Philosophie an der Universität Deusto kam er als Szenenbildner zum Fernsehen und war für die Ausstattung bei Enrique Urbizus vierfach Goya-nominierten Thriller Todo por la pasta aus dem Jahr 1991 zuständig. 1991 veröffentlichte De la Iglesia auch seinen Horror-Kurzfilm Mirindas asesinas mit Álex Angulo in der Hauptrolle. Durch den Kurzfilm wurde unter anderem Pedro Almodóvar auf ihn aufmerksam, der seinen nächsten Film, Aktion Mutante, produzieren wollte. Die 2,5 Millionen US-Dollar teure Science-Fiction-Komödie kam am 3. Februar 1993 und gewann Preise auf einigen Filmfestivals sowie drei Goyas. De la Iglesia war zudem für den Goya als Bester Nachwuchsregisseur nominiert, musste sich aber Julio Medem (Vacas – Kühe) geschlagen geben.

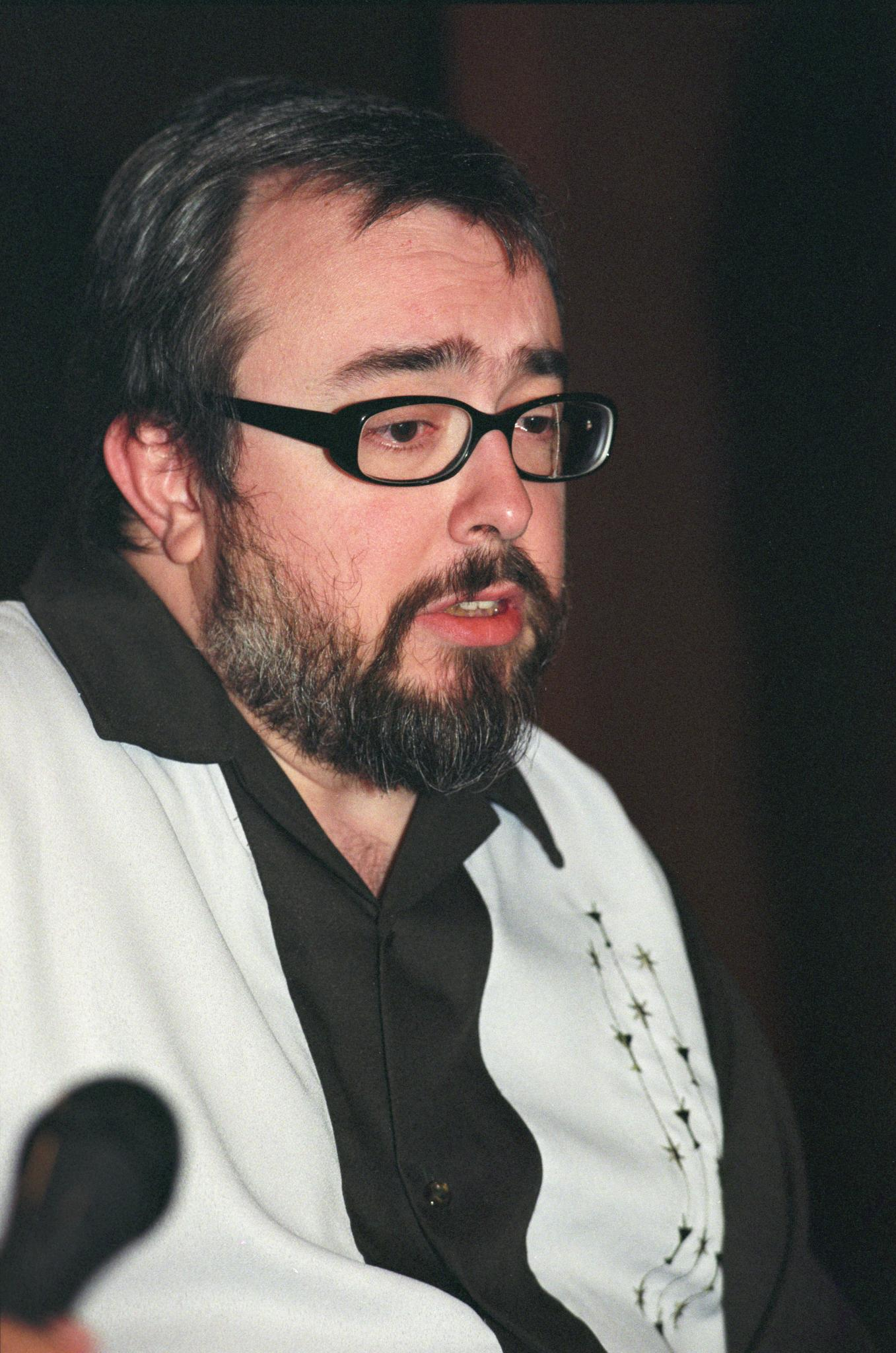
De la Iglesia auf dem Festival von Guadalajara

Ein noch größerer Erfolg als Aktion Mutante wurde El día de la bestia, in dem erneut Álex Angulo eine Hauptrolle spielte. Der Film handelt von einem Priester, der glaubt, der Antichrist würde zu Weihnachten in Madrid geboren werden, und versucht, dies mit zwei Mitstreitern zu verhindern. Die Horror-Komödie, die auf Filmfestivals mehrfach preisgekrönt wurde und in den spanischen Kinos über vier Millionen Euro einspielte, war für vierzehn Goyas nominiert und gewann in sechs Kategorien, darunter für die Beste Regie. Es folgte das Roadmovie Perdita Durango mit Rosie Perez und Javier Bardem und die Komödie Muertos de risa mit Santiago Segura und El Gran Wyoming. Die schwarze Kriminalkomödie Allein unter Nachbarn – La comunidad, die in Spanien mit einem Einspielergebnis von über sechs Millionen Euro ein weiterer großer kommerzieller Erfolg war, handelt von der Maklerin Julia (gespielt von Carmen Maura), die sich das Vermögen eines verstorbenen Nachbarn aneignet und sich daraufhin gegen ihre weiteren Nachbarn durchsetzen muss, die es ebenfalls auf das Geld abgesehen haben. Der Film gewann bei der Verleihung der Goyas 2001 in drei Kategorien und war in zwölf weiteren – unter anderem Bester Film und Beste Regie – nominiert.
Bei der Westernkomödie 800 Bullets aus dem Jahr 2002 führte er nicht nur Regie und schrieb das Drehbuch, sondern produzierte auch erstmals einen eigenen Film, was er bei seinem nächsten Projekt, Ein ferpektes Verbrechen wiederholte. Der Film erhielt Nominierungen bei der Verleihung des Europäischen Filmpreises 2005 und des Goyas 2005, musste sich aber in allen Kategorien anderen Filmen geschlagen geben.
Für seinen Spielfilm Mad Circus – Eine Ballade von Liebe und Tod, der mit einem traurigen Clown im Mittelpunkt grotesk-überdreht die Gräuel des Franco-Regimes anprangerte, gewann Iglesia 2010 den Regiepreis bei den 67. Filmfestspiele von Venedig. 2014 heiratete Iglesia die weibliche Hauptdarstellerin des Films, die spanische Schauspielerin Carolina Bang.
Im Juli 2014 hatte wenige Tage vor dem Finale der Fußball-Weltmeisterschaft de la Iglesias Dokumentarfilm Messi über den Fußballspieler Lionel Messi in Rio de Janeiro Premiere.

## Filmografie
- 1991: Mirindas asesinas (Kurzfilm)
- 1993: Aktion Mutante (Acción mutante)
- 1995: El día de la bestia
- 1997: Perdita Durango
- 1999: Muertos de risa
- 2000: Allein unter Nachbarn – La comunidad (La comunidad)
- 2002: 800 Bullets (800 balas)
- 2004: Ein ferpektes Verbrechen (Crimen ferpecto)
- 2006: The Baby’s Room (Películas para no dormir: La habitación del niño, Fernsehfilm)
- 2008: The Oxford Murders
- 2009: Plutón B.R.B. Nero (TV-Serie)
- 2010: Mad Circus – Eine Ballade von Liebe und Tod (Balada triste de trompeta)
- 2011: La chispa de la vida
- 2013: Die Hexen von Zugarramurdi (Las brujas de Zugarramurdi)
- 2014: Messi (Dokumentarfilm)
- 2014: Words with Gods (Episode „The Confession“)
- 2015: My Big Night (Mi gran noche)
- 2017: El Bar – Frühstück mit Leiche (EL bar)
- 2017: Perfectos desconocidos
- 2021: Veneciafrenia
- 2022: El cuarto pasajero
- 2023: Culpa Mia – Meine Schuld (Culpa mía)
- 2024: 1992